# Maj 2007

## 2 maja2007
- Bp Piotr Libera został mianowany nowym ordynariuszem diecezji płockiej.
- Grupa kilkudziesięciu aktywistów rosyjskiej putinowskiej młodzieżówki Nasi zakłóciła moskiewską konferencję ambasador Estonii usiłowała zablokować jej samochód. Estońska ambasada w Moskwie była od kilku dni zablokowana przez członków młodzieżówek. (Gazeta.pl)
- Międzynarodowy Trybunał Karny w Hadze wydał pierwsze nakazy aresztowania wobec dwóch osób podejrzanych o zbrodnie wojenne w Darfurze, na zachodzie Sudanu. Władze w Chartumie zapowiedziały, że nie wydadzą podejrzanych, gdyż „nie uznają Międzynarodowego Trybunału Karnego”. (Gazeta.pl)

## 3 maja2007
- Wybory do szkockiego parlamentu minimalnie wygrała Szkocka Partia Narodowa, opowiadająca się za odłączeniem od Wielkiej Brytanii. Na 129 mandatów SPN zdobyła 47, a dotychczas rządząca Partia Pracy – 46. ( Wikinews)
- Obchody 216. rocznicy uchwalenia Konstytucji 3 Maja
  - Warszawa: msza w intencji ojczyzny w bazylice Świętego Krzyża; złożenie wieńców przed Grobem Nieznanego Żołnierza na placu Marszałka Józefa Piłsudskiego przez Lecha Kaczyńskiego, Ludwika Dorna, Bogdana Borusewicza, Jerzego Stępnia, abp. Józefa Kowalczyka oraz Aleksandra Szczygły; odznaczenie przez Prezydenta RP Kaczyńskiego Orderem Orła Białego (pośmiertnie Zbigniewa Herberta oraz Łukasza Cieplińskiego) oraz Krzyżem Wielkim Orderu Odrodzenia Polski (Piotra Wierzbickiego).
  - Białystok: modlitwy wiernych różnych wyznań w intencji ojczyzny, złożenie kwiatów pod pomnikiem marszałka Józefa Piłsudskiego oraz odsłonięcie kamienia upamiętniającego dawny „zielony” pomnik z drzew ku czci 3 Maja.
  - Płock: uroczysta msza w intencji ojczyzny oraz nowego biskupa diecezji Piotra Libery w katedrze Wniebowzięcia Najświętszej Marii Panny; prezentacja na placu przed Grobem Nieznanego Żołnierza 4 Pułku Piechoty Księstwa Warszawskiego obchodzącego 200. rocznicę powstania.
  - Katowice: msza za ojczyznę w archikatedrze; Apel Poległych, defilada i musztra paradna w wykonaniu Orkiestry Wojskowej Sił Powietrznych z Bytomia pod Pomnikiem Powstańców Śląskich.
  - Wilno: złożenie wieńców i kwiatów na wileńskim cmentarzu na Rossie; odsłonięcie, podczas mszy w Domu Kultury Polskiej, tablicy epitafijnej, upamiętniającej żołnierzy 3 Brygady Partyzanckiej Armii Krajowej Okręgu Wileńskiego.
  - Moskwa: koncert muzyki kameralnej w Muzeum Aleksandra Puszkina w Moskwie.

## 5 maja2007
- Katastrofa lotu Kenya Airways 507. Samolot Boeing 737-800 leciał z Duali w Kamerunie do Nairobi w Kenii. Na pokładzie samolotu znajdowało się 106 pasażerów i 9 członków załogi. ( Wikinews)

## 6 maja2007
- We Francji odbyła się II tura wyborów prezydenckich. Według wstępnych wyników prezydentem został Nicolas Sarkozy, zdobywając 53% głosów. ( Wikinews)
- Na zakończenie sześciodniowej wizyty w Stanach Zjednoczonych królowa brytyjska Elżbieta II spotkała się w Białym Domu z prezydentem George’em Bushem. (Gazeta.pl)

## 7 maja2007
- Archeolodzy z Uniwersytetu Hebrajskiego poinformowali o odkryciu grobowca Heroda Wielkiego w Herodium, 12 km na południe od Jerozolimy ( Wikinews)

## 8 maja2007
- Prezydent Lech Kaczyński powołał Przemysława Gosiewskiego na stanowisko wicepremiera. Gosiewski zastąpi Ludwika Dorna, który został marszałkiem Sejmu. ( Wikinews)

## 9 maja2007
- Trybunał Konstytucyjny rozpoczął rozpatrywanie skargi SLD na niezgodność polskiej ustawy lustracyjnej z konstytucją od odrzucenia wniosku przedstawiciela większości sejmowej o wykluczenie ze składu orzekającego trójki sędziów. (Gazeta.pl)
- Odbyły się wybory prezydenckie w Timorze Wschodnim w których zwyciężył José Ramos-Horta.

## 10 maja2007
- Sędziowie Trybunału Konstytucyjnego: Marian Grzybowski i Adam Jamróz zostali wyłączeni ze składu Trybunału w sprawie lustracji. Powodem była informacja reprezentującego Sejm posła PiS Arkadiusza Mularczyka o rejestracji sędziów jako kontaktów operacyjnych. Wieczorem sędziowie dowiedzieli się, że poseł Mularczyk zataił informację, iż Adam Jamróz został wyrejestrowany z powodu odmowy współpracy, a Marian Grzybowski został zarejestrowany już 19 czerwca 1989 roku. (Nasz Dziennik, Gazeta.pl, Gazeta.pl)
- Tony Blair oświadczył, iż po 10 latach sprawowania urzędu premiera Wielkiej Brytanii 27 czerwca ustąpi ze stanowiska. (Onet.pl)

## 11 maja2007
- Trybunał Konstytucyjny orzekł, że ustawa lustracyjna jest częściowo niezgodna z Konstytucją Rzeczypospolitej Polskiej. Uchylono m.in. przepisy o konieczności lustracji dziennikarzy, wykładowców, władz prywatnych uczelni oraz instytucji podlegających nadzorowi finansowemu, wykreślono także z preambuły niezdefiniowane pojęcie „osobowego źródła informacji” oraz nakazano poprawę formularza oświadczenia lustracyjnego. Orzeczenie wzbudziło spory wewnątrz samego TK, owocujące licznymi zdaniami odrębnymi. (Gazeta.pl)

## 12 maja2007
- Prezydenci Rosji, Turkmenistanu i Kazachstanu podpisali porozumienie w sprawie budowy gazociągu wzdłuż Morza Kaspijskiego. (rzeczpospolita.pl)
- Finał Konkursu Eurowizji w Helsinkach. Zwycięstwo artystów reprezentujących Serbię.
- Wybory parlamentarne na Islandii wygrała Partia Niepodległości.

## 13 maja2007
- W Izmirze odbył się piąty wiec przeciwników rządzącego ugrupowania umiarkowanych islamistów – Partii Sprawiedliwości i Rozwoju (AKP). Szacuje się, że nawet milion osób mogło żądać na wiecu utrzymania świeckiego charakteru państwa. (Gazeta.pl)

## 14 maja2007
- Daimler ogłosił, że sprzeda 80 proc. udziałów w przedsiębiorstwie Chrysler inwestorowi finansowemu Cerberus, co oznacza koniec koncernu DaimlerChrysler. (Gazeta.pl)
- Na Filipinach odbyły się wybory parlamentarne i lokalne. W aktach przemocy związanych z wyborami, do dnia wyborów 126 osób zginęło, a 148 zostało rannych. (News.com.au)
- Minister Sportu Tomasz Lipiec powołał Macieja Grześkowiaka na stanowisko szefa sztabu organizacyjnego Mistrzostw Europy w Piłce Nożnej Euro 2012. (Gazeta.pl)

## 15 maja2007
- Ukazał się Dziennik Ustaw z orzeczeniem Trybunału Konstytucyjnego o niekonstytucyjności 39 przepisów nowej ustawy lustracyjnej, co oznaczało zniesienie ich obowiązywania. Wbrew wcześniejszym zapowiedziom, publikacja nie przeciągnęła się do końca tygodnia.(Gazeta.pl)
- Adam Hofman (PiS) zastąpił Artura Zawiszę (PR) na stanowisku przewodniczącego komisji śledczej ds. banków i nadzoru bankowego.

## 16 maja2007
- W Pałacu Elizejskim w Paryżu odbyła się ceremonia przekazania władzy Nicolasowi Sarkozy’emu przez ustępującego prezydenta Jacques’a Chiraca.
- Pięciu ugandyjskich żołnierzy z misji pokojowej Unii Afrykańskiej w Somalii (AMISOM) zginęło, a trzech zostało rannych w ataku dokonanym w Mogadiszu. (onet.pl)

## 17 maja2007
- W wieku 82 lat, w Rzeszowie zmarł profesor Wiktor Zin, polski architekt i rysownik. Zgon nastąpił rano, gdy profesor przygotowywał się do zajęć ze studentami Wyższej Szkoły Informatyki i Zarządzania w Rzeszowie, gdzie kierował Katedrą Dziedzictwa Kulturowego i Humanizacji Biznesu (Onet.pl)
- Nicolas Sarkozy mianował premierem Francji swojego bliskiego współpracownika z UMP François Fillona. (Gazeta.pl)
- Patriarcha moskiewski i całej Rusi Aleksy II i metropolita nowojorski Ławr podpisali akt zjednoczenia dwóch Rosyjskiego Kościoła Prawosławnego i Cerkwi emigracyjnej. (Gazeta.pl)
- Straż przybrzeżna Malediwów zatopiła statek należący prawdopodobnie do lankijskich rebeliantów – Tamilskich Tygrysów. Na jednostce miała znajdować się przeznaczona dla nich broń i amunicja. (onet.pl)

## 18 maja2007
- Paul Wolfowitz podał się do dymisji i 30 czerwca ma przestać pełnić funkcję szefa Banku Światowego w związku z oskarżeniami o naruszenie etyki zawodowej. (NYTimes.com)
- Nicolas Sarkozy powołał rząd. W 15-osobowym gabinecie znalazło się siedem kobiet. Ministrem stanu, rozwoju, środowiska i transportu został Alain Juppé, ministrem „strategii ekonomicznej” (połączone resorty finansów, gospodarki i pracy) Jean-Louis Borloo, szefem dyplomacji został socjalista Bernard Kouchner, a szefową MSW Michele Alliot-Marie. (Gazeta.pl)
- W Samarze rozpoczął się szczyt Rosja – Unia Europejska. (Gazeta.pl)

## 20 maja2007
- W województwie podlaskim odbyły się przedterminowe wybory do sejmiku województwa oraz referendum lokalne w sprawie obwodnicy Augustowa. (Wikinews)
- Przez Warszawę przeszedł Marsz dla Życia i Rodziny. (Wikinews)
- W stolicy Somalii – Mogadiszu – doszło do wybuchu ładunku. Dwie osoby zginęły, a dwie zostały ranne. Celem ataku miał być, jak się uważa, burmistrz miasta. (onet.pl)

## 24 maja2007
- Sejm przyjął ustawę dotyczącą finansowania leczenia ofiar wypadków drogowych z OC. (Wikinews)
- Tamilscy separatyści zaatakowali bazę morską sił zbrojnych Sri Lanki. Na miejscu zginęło co najmniej 35 żołnierzy sił rządowych. (onet.pl)
- Wybory parlamentarne w Irlandii wygrała rządząca prawicowa Fianna Fáil (irl. Żołnierze przeznaczenia – 41,6% głosów) przed opozycyjną Fine Gael (irl. Rodzina Irlandczyków – 27,3% głosów). Koalicjanci Fianna Fáil, Postępowi Demokraci (2,7% poparcia), utracili 6 z 8 mandatów. (Gazeta.pl)

## 25 maja2007
- Międzynarodowy zespół badawczy, kierowany przez astronomów z Uniwersytetu Mikołaja Kopernika, poinformował o odkryciu planety HD 17092 b krążącej wokół czerwonego olbrzyma HD 17092. (arxiv.org)

## 28 maja2007
- Przedstawiciele USA i Iranu spotkali się w Bagdadzie na pierwszych od 27 lat oficjalnych negocjacjach dwustronnych. (cnn.com)
- Na Warszawskiej Giełdzie zadebiutowało 300. przedsiębiorstwo. (Dziennik.pl)

## 29 maja2007
- Nauczyciele wielu szkół w Polsce przeprowadzili rano dwugodzinny strajk ostrzegawczy. Drugi tydzień trwa zaostrzony strajk części lekarzy, domagających się podwyżek płac. (Onet.pl, Onet.pl)
- Prezydent USA George W. Bush nałożył amerykańskie sankcje na niektóre przedsiębiorstwa i polityków z Sudanu za wspieranie arabskich ataków na uchodźców z Darfuru. (cnn.com)
- Rosja przeprowadziła udaną próbę nowego międzykontynentalnego pocisku balistycznego RS-24.

## 30 maja2007
- Szwecja jako pierwszy kraj Unii Europejskiej otworzyła swoją ambasadę w wirtualnym świecie Second Life (www.thelocal.se)
- CBS ogłosiła przejęcie radiostacji internetowej i serwisu społecznościowego last.fm za 140 mln funtów. (Gazeta.pl, BBC)

## 31 maja2007
- Sąd Okręgowy w Katowicach uznał pacyfikację kopalń „Manifest Lipcowy” i „Wujek” przez ZOMO za zbrodnię komunistyczną i skazał jej uczestników na kary od 2,5 do 11 lat pozbawienia wolności. Wyrok był nieprawomocny. (Nasz Dziennik)
- Bp Piotr Libera objął kanonicznie urząd biskupa płockiego i dokonał ingresu do katedry płockiej. (Gazeta.pl)
- 52-letni Valdis Zatlers został obrany przez parlament prezydentem Łotwy. (Gazeta.pl)